# Njemački križ
Njemački križ (njemački: Deutsches Kreuz) uveden je pod naredbom Adolfa Hitlera 16. studenog 1941. kao odlikovanje iznad Željeznog križa 1. stupnja, a ispod Viteškog križa željeznog križa.
Njemački križ bio je dodjeljivan u dva stupnja: zlatni i srebrni (boja vijenca oko svastike), u početku se dodjeljivao za hrabrost, a kasnije za uzornu službu, te je smatran nastavkom Križa za ratne zasluge s mačevima.  Njemački križ je bio jedinstven u tome što su se dva stupnja smatrala odvojenim odlikovanjima, no unatoč tome oba se stupnja nisu smjela isticati zajedno, međutim, fotografije ljudi koji ih ističu zajedno ipak postoje (Odilo Globocnik). Zabilježeno je svega 11 ljudi koji su nagrađeni s oba stupnja tijekom Drugog svjetskog rata.
Posebni stupanj Njemački križ s dijamantima napravljen je krajem Drugog svjetskog rata, no nikada nije ušao u uporabu.
Njemački križ je više nalikovao zvijezdi nego križu (no jedan od njemačkih naziva za svastiku bio je Hakenkreuz, "kukasti križ"), i imao je gizdav izgled, što mu je dalo nadimak "Hitlerovo prženo jaje", "domoljubni stražnji reflektor" i "Stranački znak za kratkovidne". Dimenzije ovog odlikovanja bile su 6.5 cm i nošen je na desnom džepu tunike. Ako je nositelj bio odlikovan i srebrnim i zlatnim stupnjem, na vojnoj uniformi je mogao istaknuti oba stupnja.
Ovo odlikovanje bilo je dostupno i u formi za odjeću, što je olakšalo isticanje ovog odlikovanja na bojnoj uniformi; Helmuth Weidling nosio je ovakvu formu odlikovanja tijekom obrane Berlina u razdoblju travanj-svibanj 1945. Mnogo Njemačkih križeva u zlatu bilo je izrađeno od srebra krajem rata.
Riječ križ u Njemačkom križu označava svastiku.
1957. izrađena je nova verzija Njemačkog križa gdje je uklonjena svastika, a umjesto nje utisnut znak željeznog križa.